# Maksim Skavych
Maksim Petrovitch Skavych (en russe : Максим Петрович Скавыш, en biélorusse : Максім Пятровіч Скавыш) est un footballeur international biélorusse né le 19 octobre 1992 à Minsk. Il évolue au poste d'attaquant au Torpedo Jodzina.

## Biographie

### Carrière en club
Natif de Minsk, Maksim Skavych effectue dans un premier temps sa formation au sein de l'école de football locale du Smena Minsk avant de rejoindre par la suite le centre de formation du BATE Borisov, chez qui il signe son premier contrat et fait ses débuts professionnels en championnat le 11 septembre 2007 contre le FK Minsk, à l'âge de 17 ans. Apparaissant de plus en plus dans l'effectif lors des années qui suivent, il s'impose de manière durable comme titulaire lors de l'exercice 2009, qui le voit notamment marquer son premier but dès la première journée de championnat le 5 avril contre le Dniepr Mahiliow avant d'enchaîner tout au long de la saison pour un total cumulé de douze buts inscrits, faisant de lui le troisième meilleur buteur de la compétition cette année-là.
Restant au BATE jusqu'en fin d'année 2011, Skavych dispute ainsi 143 matchs avec le club pour 29 buts inscrits et remporte ainsi le championnat biélorusse à quatre reprises entre 2008 et 2011. Il dispute également deux phases de groupes de la Ligue des champions en 2008 et 2011 ainsi que celle de Ligue Europa en 2009 et 2010.
Il est prêté au Belchina Babrouïsk durant toute l'année 2012 avant d'être envoyé en Russie au Baltika Kaliningrad où il dispute la fin de la saison 2012-2013 en deuxième division. Il y est transféré définitivement à l'été 2013 et y évolue deux saisons de plus avant de rentrer en Biélorussie à l'été 2015 en signant au Torpedo Jodzina. Y devenant rapidement un titulaire régulier, Skavych participe notamment de manière active au parcours du club en Coupe de Biélorussie, marquant six buts en huit matchs et jouant l'intégralité de la finale remportée face au BATE Borisov.
Peu après cette victoire, Skavych est transféré dans le club israélien de Hapoël Kfar Saba pour durant l'été 2016 avant de revenir à Jodzina dès l'année suivante pour y disputer la saison 2017, jouant l'intégralité des rencontres de championnat. Il fait par la suite son retour dans son club formateur du BATE Borisov en début d'année 2018, où il remporte son cinquième championnat la même année, marquant à cette occasion onze buts en championnat.
Buteur à dix reprises la saison suivante, Skavych connaît une année 2020 exceptionnelle durant laquelle il marque dix-neuf fois en championnat, avec notamment six doublés durant le deuxième semestre, ce qui lui permet de terminer meilleur buteur de la compétition,. Il est également élu meilleur joueur biélorusse de l'année dans la foulée.

### Carrière internationale
Régulièrement sélectionné dans les équipes de jeunes de la Biélorussie, Maksim Skavych dispute notamment à l'Euro espoirs en 2011, participant de manière active à la phase qualificative en marquant trois buts, tous contre l'Albanie, et en délivrant une passe décisive lors du barrage de qualification victorieux face à l'Italie. Durant la phase finale, il inscrit un but durant la phase de groupes face à l'Islande et dispute l'intégralité des matchs, contribuant à la troisième place de la sélection en fin de tournoi. Il est par la suite appelé au sein de la sélection olympique qui dispute les Jeux olympiques de 2012, remplaçant le blessé Maksim Vitus en cours de tournoi. Il dispute par la suite la fin de la dernière rencontre de la phase de groupes face à l'Égypte.
Skavych est appelé pour la première fois au sein de la sélection A par Georgi Kondratiev au mois de juin 2013 et connaît sa première sélection le 3 juin à l'occasion d'un match amical face à l'Estonie. Peu rappelé par la suite, il doit attendre le début d'année 2017 pour intégrer de manière durable la sélection, disputant une partie de la phase qualificative pour la Coupe du monde 2018, inscrivant durant cette période son premier but international le 27 mars 2018 face à la Slovénie en match amical. Il participe par la suite à la Ligue des nations ainsi qu'à la phase éliminatoire de l'Euro 2020, durant laquelle il marque un but contre l'Estonie le 6 septembre 2019.

## Statistiques
| Saison                | Club                       | Championnat           | Championnat | Championnat | Coupe(s) nationale(s) | Coupe(s) nationale(s) | Compétition(s) continentale(s) | Compétition(s) continentale(s) | Compétition(s) continentale(s) | Total | Total |
| Saison                | Club                       | Division              | M.          | B.          | M.                    | B.                    | Comp.                          | M.                             | B.                             | M.    | B.    |
| 2007                  | BATE Borisov               | D1                    | 1           | 0           | -                     | -                     | -                              | -                              | -                              | 1     | 0     |
| 2008                  | BATE Borisov               | D1                    | 16          | 0           | 3                     | 0                     | C1                             | 6                              | 0                              | 25    | 0     |
| 2009                  | BATE Borisov               | D1                    | 25          | 12          | 7                     | 0                     | C1+C3                          | 4+8                            | 1+1                            | 44    | 14    |
| 2010                  | BATE Borisov               | D1                    | 26          | 9           | 5                     | 0                     | C1+C3                          | 4+8                            | 0+1                            | 43    | 10    |
| 2011                  | BATE Borisov               | D1                    | 21          | 3           | 2                     | 2                     | C3+C1                          | 2+5                            | 0                              | 30    | 5     |
| 2012                  | Belchina Babrouïsk (prêt)  | D1                    | 30          | 4           | -                     | -                     | -                              | -                              | -                              | 30    | 4     |
| 2012-2013             | Baltika Kaliningrad (prêt) | D2                    | 11          | 3           | -                     | -                     | -                              | -                              | -                              | 11    | 3     |
| 2013-2014             | Baltika Kaliningrad        | D2                    | 31          | 3           | 1                     | 0                     | -                              | -                              | -                              | 32    | 3     |
| 2014-2015             | Baltika Kaliningrad        | D2                    | 15          | 1           | 1                     | 0                     | -                              | -                              | -                              | 16    | 1     |
| 2015                  | Torpedo Jodzina            | D1                    | 12          | 1           | 3                     | 5                     | -                              | -                              | -                              | 15    | 6     |
| 2016                  | Torpedo Jodzina            | D1                    | 14          | 7           | 5                     | 1                     | -                              | -                              | -                              | 19    | 8     |
| 2016-2017             | Hapoël Kfar Saba           | D1                    | 8           | 0           | 4                     | 0                     | -                              | -                              | -                              | 12    | 0     |
| 2017                  | Torpedo Jodzina            | D1                    | 30          | 9           | 5                     | 0                     | -                              | -                              | -                              | 35    | 9     |
| 2018                  | BATE Borisov               | D1                    | 29          | 11          | 7                     | 0                     | C1+C3                          | 5+6                            | 0+1                            | 47    | 12    |
| 2019                  | BATE Borisov               | D1                    | 25          | 10          | 3                     | 0                     | C3+C1+C3                       | 2+4+4                          | 0+1+1                          | 38    | 12    |
| 2020                  | BATE Borisov               | D1                    | 29          | 19          | 6                     | 3                     | C3                             | 1                              | 0                              | 36    | 22    |
| 2021                  | BATE Borisov               | D1                    | 15          | 9           | 6                     | 3                     | -                              | -                              | -                              | 21    | 12    |
| 2021                  | Chakhtior Salihorsk        | D1                    | 13          | 4           | 1                     | 0                     | C4                             | 2                              | 0                              | 16    | 4     |
| Total sur la carrière | Total sur la carrière      | Total sur la carrière | 351         | 105         | 59                    | 14                    | -                              | 61                             | 6                              | 471   | 125   |

## Palmarès
Biélorussie espoirs
- Troisième de l'Euro espoirs en 2011.

 Torpedo Jodzina
- Vainqueur de la Coupe de Biélorussie en 2016.

 BATE Borisov
- Champion de Biélorussie en 2008, 2009, 2010, 2011 et 2018.
- Vainqueur de la Coupe de Biélorussie en 2020.
- Vainqueur de la Supercoupe de Biélorussie en 2019.

 Chakhtior Salihorsk
- Champion de Biélorussie en 2021.

Distinctions individuelles
- Meilleur buteur du championnat biélorusse en 2020.
- Footballeur biélorusse de l'année en 2020.